# Primnoa
Primnoa is een geslacht van neteldieren uit de klasse van de Anthozoa (bloemdieren).

## Soorten
- Primnoa costata Nielsen, 1913 †
- Primnoa gracilis Nielsen, 1925 †
- Primnoa notialis Cairns & Bayer, 2005
- Primnoa pacifica Kinoshita, 1907
- Primnoa resedaeformis (Gunnerus, 1763)
- Primnoa wingi Cairns & Bayer, 2005